# Werner Zuch
Werner Zuch (* 2. Juni 1911 in Salem, Suriname; † 3. Juli 1992 in Lauchhammer) war ein deutscher Diakon.

## Leben
Zuch wurde Bäcker und begann 1934 im Brüderhaus der Evangelischen Stiftung Neinstedt die Ausbildung zum Diakon. Durch seine Einberufung zur Heer (Wehrmacht) und die Teilnahme am Zweiten Weltkrieg konnte er die Ausbildung erst im August 1947 abschließen. Zum 1. September 1947 fand er eine Anstellung als Gemeindediakon bei der Rostocker Luther-Gemeinde. Pfarrer war dort Friedrich Erdmann, der ehemalige Vorsitzende des Mecklenburgischen Posaunenverbandes. Im Wiederaufbau der mecklenburgischen Posaunenarbeit wurde Zuch am 10. September 1947 probeweise (ohne Vertrag) das Amt des Landesposaunenwarts übertragen. Dieser Aufgabe nicht gewachsen, wurde er am 28. Februar 1949 aus dem Amt entlassen. Zuch übernahm eine Arbeitsstelle als Krankenpfleger in einer Rostocker Klinik. Im Juni 1950 gründete er noch den Posaunenchor der Luther-Gemeinde. Nachdem er Rostock später verlassen hatte, war er an verschiedenen Orten Gemeindediakon, Krankenpfleger und Heimleiter. Mit 81 Jahren starb er in der Niederlausitz.